# Stadion Parque Julio Pozzi
Stadion Parque Julio Pozzi (špa. Estadio Parque Julio Pozzi) nogometni je stadion u urugvajskom gradu Salto. Na stadionu domaće utakmice igra gradski nogometni klub Salto F.C., zbog čega se trenutno koristi samo za nogometne utakmice. Stadion može primiti 6.000 osoba. Dio je športskog kompleksa Complejo Deportivo Julio Pozzi, koji se sastoji od tri nogometna igrališta.